# 植村直己
植村 直己（うえむら なおみ、1941年〈昭和16年〉2月12日 - 1984年〈昭和59年〉2月13日）は、日本の登山家、冒険家。
兵庫県出身。1970年に世界最高峰エベレストに日本人で初めて登頂した。同年、世界初の五大陸最高峰登頂者となる。1978年に犬ぞり単独行としては世界で初めて北極点に到達した。1984年、冬期のマッキンリー山（デナリ）に世界で初めて単独登頂したが、下山中に消息不明となった。1984年、国民栄誉賞を受賞した。

## 生涯

### 生い立ち
1941年2月12日、兵庫県城崎郡国府村（現：豊岡市日高町）上郷で、父・植村藤治郎と母・梅の7人兄弟の末子として生まれた。実家は農業とわら縄製造。
藤治郎の3代前の「植村直助」から「直」の字を取り、干支の「巳」と合わせて「直巳」と名付けられたが、村役場の戸籍担当職員が戸籍簿に誤って「直已」と記入したことから、戸籍名は「直已」として登録された。後に、「巳（へび）や已（すでに）より、己（おのれ）の方が格好良い」として、大学時代から「直己」を名乗るようになった。
1947年4月、国府村立府中小学校（現：豊岡市立府中小学校）に入学。
1953年4月、国府村立府中中学校（現：豊岡市立日高東中学校）に入学。
1956年4月、兵庫県立豊岡高等学校に入学した。高校1年のとき、春の学校遠足で蘇武岳（標高1,074m）に登った。特に山には興味はなかった。1959年3月、高校卒業。
同1959年4月、豊岡市の新日本運輸に就職した。自ら希望して、就職から1か月後、東京の両国支店に転勤となった。1960年2月、新日本運輸を退職。
1960年4月、明治大学農学部農産製造学科に入学、山岳部に入部した。それまで登山の経験も知識もなかったので、5月、新人歓迎合宿の日本アルプスの白馬岳の山行で、疲労から一番先に動けなくなり、著しい屈辱を感じた。その後、独自にトレーニングを重ね、登山に没頭し、年120～130日間山行した。また、ガストン・レビュファ/著『星と嵐』（近藤等/訳）や、同じ兵庫県出身の加藤文太郎/著『単独行』を読み、感銘を受けた。大学3年の冬、黒四ダムを出発し、黒部峡谷の阿曽原峠 - 北仙人尾根 - 剱岳北側の池ノ平 - 剣沢 - 真砂尾根 - 真砂岳 - 地獄谷 - 弥陀ケ原 - 千寿ケ原に達するという5日間の単独山行をした。大学4年のとき、サブリーダーとなった。山岳部の同期であり、親友の小林正尚から、米国アラスカ旅行でマッキンリー（デナリ）の氷河を歩いてきたとの話を聞き、海外の山に憧憬を募らせるようになった。なお、学費は長兄の植村修が仕送りしていた。
大学卒業後に台湾の新高山（現：玉山）に登りたいと思い、ビザを申請するが許可されず、断念した。
1964年3月、明治大学農学部卒業。同年4月、明治大学法学部に入学。

### 世界“放浪”の旅
1964年、23歳のときに、ヨーロッパアルプスの氷河を見ようと決心したが資金が足りないため、まず生活水準が高い米国で資金を貯めて、その後ヨーロッパに行こうと考え、家族の大反対を押し切って、5月2日、横浜港から移民船「あるぜんちな丸」に乗り込み、米国ロサンゼルスへ向かった。片道の船賃は長兄の植村修が援助してくれたが、所持金は、とび職などのアルバイトで貯めた、110ドル（当時・約4万円）と日本円3,500円であった。
ロサンゼルス到着後、フレズノ近くのパレアの農場で、ぶどう摘みなどの仕事をしたが、観光ビザしか持っていなかったので、同年9月末に不法就労で移民局に捕まった。強制送還は免れたが、国外退去処分となったため、10月22日、ニューヨークから船に乗り、フランスのル・アーブルへ向かった。
同1964年10月末、シャモニーに入った。11月10日、ヨーロッパ最高峰のモンブラン（標高4,807m）単独登頂に挑戦した。3日目、ボッソン氷河のヒドゥン・クレバスに落ち、クレバスの底までの落下は避けられたが、怖くなって撤退した。
同年の末、スイスとの国境近くのモルジヌで、1960年スコーバレーオリンピックの男子滑降の金メダリストであるジャン・ヴュアルネが経営するアボリアス・スキー場に就職した。ここで資金を稼ぎながら登山活動の拠点とした。
1965年、明治大学山岳部のゴジュンバ・カン（チョ・オユーII峰）（標高7,646m）登山隊（登山隊長・高橋進、以下7人）に途中参加するため、同年2月19日、ネパールのカトマンズに入った。3月31日、ベースキャンプを設営した。4月23日、シェルパのペンバ・テンジンと共に世界初の登頂を果たした。しかし、遠征の計画や準備段階での苦労もしていない自分が登頂し、また、日本の新聞に自分だけが大きく掲載されたのを見て、他の隊員に対して申し訳ないという気持ちになり、隊長・高橋から一緒に日本に帰国しようと言われたが、それを断った。
その後、インドのボンベイ（現：ムンバイ）からフランスのマルセイユ行きの貨客船に乗り、再びモルジヌに戻るが、黄疸（おうだん）を発症して1か月の入院生活をした。
1966年7月、モンブラン単独登頂に成功、続いて7月25日、マッターホルン（標高4,478m）単独登頂に成功した。
同年9月23日、マルセイユから、ケニアのモンバサ行きの船に乗り、アフリカ山行に向かった。
同年10月16日、ケニア山レナナ峰（標高4,985m）に登頂し、10月24日、アフリカ大陸最高峰のキリマンジャロ（標高5,895m）単独登頂に成功した。10月29日、モンバサから船に乗り、モルジヌに戻った。
1967年8月、グリーンランド単独横断を夢見て、西海岸のヤコブスハウン氷河を半月間、視察した。
同年12月、モルジヌを去り、12月22日、スペインのバルセロナから南アメリカ行きの船に乗った。1968年1月7日、アルゼンチンのブエノスアイレスに着いた。
同1968年1月19日、アンデス山脈のエル・プラタ（標高6,503m）に登頂、2月5日、南アメリカ大陸最高峰のアコンカグア（標高6,960m）単独登頂に成功した。2月15日、無名峰（標高5,700m）に初登頂し、母校である明治大学の名前に因んで「明治峰（ピッコ・デ・メイジ）」と命名した。
その後、ボリビアを経てペルーのリマに行き、さらにバスと船を乗り継いで、同1968年4月、イキトスに入った。ここで、北アメリカ行きの船が出る河口までアマゾン川を源流から自力で下ろうと決心した。同年4月20日、ペルーのユリマグアスを出発、単独で6,000kmの距離を筏（いかだ）で流れ下り、6月20日、ブラジルのマカパに到着した。同地で、明治大学山岳部の同期であり、親友の小林正尚の交通事故死を知り、ショックを受けた。
その後、北アメリカ最高峰のマッキンリー（デナリ）（標高6,194m）登頂を目指して、米国カリフォルニアの農場で2か月間働いて山行資金を稼ぎ、アラスカに入るが、単独登頂の許可が下りず、断念した。同1968年9月14日、サンフォード（標高4,940m）に登頂した。
同1968年10月1日、4年5か月ぶりに日本に帰国した。日本への航空運賃は、長兄の植村修が負担した。植村、27歳。

### 世界初の五大陸最高峰登頂者となる
帰国後、地下鉄工事の仕事をした。この頃の“夢”は、アコンカグアの冬期単独登頂と、筏下りをしたアマゾン川をモーター付きのゴムボートで河口から源流へ遡上することだった。
1969年、日本山岳会が創立65周年事業として、世界最高峰のエベレスト（標高8,848m）登山隊の派遣を決定し、同年4月、明治大学山岳部の先輩である大塚博美に誘われ、これに参加することにした。第1次偵察隊（隊長：藤田佳宏、以下、植村を含めて4人、うち報道1人）に参加し、同年4月23日に日本を発ち、同年5月、標高6,300mの南壁基部まで試登し、6月21日、帰国した。続いて、第2次偵察隊（隊長：宮下秀樹、以下、植村を含めて8人。ほか報道4人）にも参加し、8月20日、日本を発ち、9月13日、ベースキャンプを設営、10月31日、小西政継と共に南壁の標高8,000m地点まで到達した。その後、偵察隊が11月7日にベースキャンプを撤収し、帰国した後もネパールのクムジュン（標高3,800m）に滞在し、翌年の本隊のための物資調達やシェルパらの予約をしつつ、高度順化や高所トレーニングを行った。
1970年2月、日本山岳会エベレスト登山隊の本隊（総隊長：松方三郎、登攀隊長：大塚博美、以下39人）をカトマンズで迎え入れた。3月23日、ベースキャンプに入った。植村は、自己分担金を用意できなかったため、荷揚げ、ルート工作要員としての参加であったが、抜群の体力などが認められ、5月3日、松浦輝夫とともに東南稜ルートの第1次アタック隊に指名され、5月11日午前9時10分、エベレスト登頂に成功した。日本人として初めてのことであった。なお、隊として主目標であった南壁からの初登頂は、標高8,050m地点で断念された。
同1970年7月30日、日本を出発し、同日、アラスカに入り、エベレスト登頂の勢いを借りて、再びマッキンリーに挑戦した。8月17日、軽飛行機でカヒルトナ氷河に入り、8月19日、ベースキャンプ（標高2,135m）を出発、8月26日、単独登頂に成功した。この時点で、世界初の五大陸最高峰登頂者となった。植村、29歳。

### 南極大陸横断を夢見て〈エスキモーと共同生活・北極圏12,000km犬ぞり単独行〉
この頃から、犬ぞりで南極大陸を単独で横断することを夢見るようになり（併せて、後年には、南極大陸最高峰のビンソン・マシフ（標高5,140m）に単独登頂することも夢見るようになる）、南極関係の資料を集め始めた。
1970年12月21日、次に控えているエベレスト国際隊参加のためのトレーニングとして、小西政継らの山学同志会隊に加わり、冬期のグランド・ジョラス北壁に挑戦した。登攀中、ヨーロッパとしては20年ぶりの大寒波に襲われ、6人中4人の隊員は凍傷にかかり手足の指を失うことになったが、植村と高久幸雄の2人は無傷で、翌1971年1月1日に完登し、ウォーカー峰（標高4,208m）に到達した。
同1971年2月、BBCが主催し、アメリカ人のノーマン・ディレンファース隊長が率いるエベレスト国際隊に伊藤礼造と共に参加した。ネパール側南壁を“征服”して植村にとって2度目となるエベレスト登頂を目指すが、4月15日、インド人のハッシュ・バフグナ隊員の遭難死の後、各国からの代表を寄せ集めた国際隊は互いの利害関係が徐々に表面化、隊は“空中分解”した。なおも強硬に先頭を登るイギリス人の隊員2人のために、植村と伊藤の2人だけが酸素ボンベ無しで標高8,230mの第6キャンプまで荷揚げしたが、5月21日、標高8,300m地点で登頂は断念され、失敗に終わった。植村、30歳。
同1971年3月、最初の著書である『青春を山に賭けて』（毎日新聞社）を出版した。
同1971年、南極横断距離3,000kmを体感するため、同距離となる北海道稚内市から九州の鹿児島まで日本列島縦断を徒歩52日間で実現した。8月30日、宗谷岬を出発、日本海側を通り、10月20日、国鉄（当時）西鹿児島駅（現：鹿児島中央駅）に到着した。
同1971年12月30日、アルゼンチンのブエノスアイレスから同国の南端のウシュアイアに入った。1972年1月5日、砕氷船「サンマルティン号」で同地を出航し、同年1月14日、アルゼンチンが南極に持つヘネラル・ベルグラーノ基地に入り、軍用ヘリコプターで数十km内陸まで飛行するなどの偵察した。1月18日、同基地を離れた。その他、数か所のアルゼンチン南極基地に立ち寄り、2月2日、ウシュアイアに帰港、下船した。
一方、南極大陸横断のもう片方のマクマード基地を管轄しているアメリカ国立科学財団からは、「南極条約により個人的探検は認められない」と拒否された。
同年2月、アコンカグアの未登攀ルートであった南壁に挑戦するが、落石が多く、断念した。
同年4月11日、グリーンランドのエスキモー集落で犬ぞりの操縦を教わり、また極地の気候に身体を順化させることを目的として、日本を発った。
同年5月、グリーンランド東海岸のアンマサリックを視察した。
同年9月11日、グリーンランド最北の村シオラパルクで、エスキモーと共同生活を始めた。植村は31歳になっていた。
1973年2月4日、犬ぞりでグリーンランド3,000kmの単独行に出発、同年4月30日、成功した。
同年6月26日、シオラパルクを去り、同年7月に帰国した。
この頃、東京都板橋区の住居の近くで、野崎公子と出会った。
1974年3月6日、長兄・植村修、三兄・武夫と共に野崎家に結納に行った。
同年3月8日、明治大学山岳部OB組織「炉辺会」のヒマラヤ遠征偵察隊の隊長として、ネパールのダウラギリV峰の偵察に出発し、5月12日、帰国した。
同年5月18日、33歳のときに、野崎公子と結婚した。
この頃、グリーンランド一周犬ぞり旅行を計画するが、目当てのスポンサーから「探検価値として弱い」と言われ、断念した。
同年11月22日、日本を発ち、12月11日、グリーンランドのヤコブスハウンに入った。同年12月29日、北極圏12,000kmの犬ぞり単独行を目指し、グリーンランド西部の村ケケッタを出発した。1975年6月12日、カナダのケンブリッジベイに到着、アンダーソンベイで越夏した。同年12月15日、同地を出発、1976年5月8日、ゴールであるアラスカのコツビューに到着した。1年半の長い旅であった。植村、35歳。
その後、ベーリング海峡を渡り、シベリアの北極海沿岸からヨーロッパまで犬ぞりで走るという北極海一周を夢見るが、ソ連の許可を得るのが困難であるため断念した。
1976年7月31日、ソ連のエルブルス山（標高5,642m）に登頂した。

### 南極大陸横断を夢見て〈北極点到達・グリーンランド縦断犬ぞり単独行〉
1977年3月21日、北極点犬ぞり単独行のための視察にカナダのレゾリュートを訪れ、20日間滞在した。また、同年9月にも7日間の旅行でレゾリュートを再訪した。
北極点・グリーンランド犬ぞり単独行のために必要な資金がスポンサー3社だけでは賄えず、広告代理店が加わり、全国的に「一口千円募金」の宣伝もされた。
1978年1月30日、世界初の犬ぞりによる単独での北極点到達に挑戦するため、日本を出発した。同年2月22日、カナダのエルズミア島のアラートに入った。3月5日、カナダ最北のコロンビア岬を出発し、約800kmの犬ぞり単独行の末、4月29日、北極点到達に成功した。なお、植村が北極点に到達する前日の4月28日、日本大学北極点遠征隊（隊長：池田錦重）の隊員5人が犬ぞりで日本人として初めて北極点に到達していた。植村と日本大学が、同時期に同じ犬ぞりで北極点到達を目指したことから、世間は、“どちらが先に北極点に着くか”と注目した。また、日本人として初めて『ナショナルジオグラフィック』の表紙を飾った。植村、37歳。
同年、犬ぞりによる単独でのグリーンランド縦断にも成功した。5月12日、「モーリス・ジェサップ岬」を出発、7月12日、内陸氷床の最高地点（標高3,240m）を経て、8月22日、グリーンランド南端のヌナタック（岩峰）に到着した。このグリーンランド縦断では、そりにヨットのような帆を張り、犬の負担を軽減するのに効果を上げた。
同年8月30日、米国ワシントンD.C.のスミソニアン博物館で“凱旋”記者会見が行われた。
帰国後、10月から翌年3月までの半年にわたって、北極点とグリーンランドの冒険に要した約2億円の支出のうち約7千万円の赤字を埋めるために、講演とイベント参加を全国的に数多く行った。
同年10月9日、第26回菊池寛賞の受賞が決定された。授賞理由は「犬ぞりによる単独北極点到達とグリーンランド縦断…日本青年の成果を内外に高めた二大冒険」に対してである。
1979年2月22日、イギリスのビクトリア・スポーツ・クラブからスポーツの分野で最も勇気を発揮した人に贈られる「バラー・イン・スポーツ賞」を受賞した。授賞理由は、「北極の荒涼とした地での単独の行為などで見せた類（たぐい）まれな勇気」に対してであり、「常に第一歩を行うものであり、孤独の道の発見者であった」ためである。授賞式は、同日、イギリスのギルドホールで行われ、55,000ポンド（2,200万円）相当の黄金の月桂冠を頭に被せられた。植村、38歳。

### 南極大陸横断を夢見て〈冬期エベレスト・南極〉
同1979年6月6日、中華人民共和国政府に招待されて、チベットのラサに入った。
同年8月、アメリカ国立科学財団から、「植村の南極での計画にアメリカ合衆国は協力できない」との最終回答があった。
同年12月、ネパールのカラタパール（標高5,400m）に入り、約1か月間、冬期エベレストを偵察した。
1980年、エベレストの冬期登頂を構想するが、単独での登頂は困難と考え、明治大学山岳部OBを主力とした「日本冬期エベレスト隊」を編成し、植村が隊長となった。
同年2月18日、エベレスト冬期初登頂にポーランド隊が成功し、植村は先を越された。
同年4月下旬から約3週間、冬期エベレスト山行の準備のため、ネパールに滞在した。
冬期エベレストのトレーニングとして、冬期のアコンカグア（南アメリカ最高峰）に挑戦するため、同年7月11日、日本を発った。8月5日、ベースキャンプに入り、8月13日、松田研一、阿久津悦夫と共に、第2登に成功した。しかし、計画していた頂上でのビバーク訓練は断念した。植村、39歳。
同年10月30日、エベレスト冬期登頂を目指して、日本を出発した。ポーランド隊に先に冬期登頂されたことにより、植村の隊は登攀以外に学術的な性格も併せ持つこととなった（登攀隊員6人、学術5人、報道6人）。12月1日、ベースキャンプから登攀を開始した。しかし、翌1981年1月12日、標高7,100m地点で登攀隊員の竹中昇が死亡し、また悪天候に阻まれ、同年1月27日、登頂を断念した。同年2月14日、帰国した。植村、40歳。
同1981年、南極大陸3,000km犬ぞり単独行と南極大陸最高峰のビンソン・マシフ単独登頂の計画について、アルゼンチン軍の協力が得られることとなった。ただし、3,000km犬ぞり単独行については、アメリカの協力が得られないため南極大陸横断は不可能となったことから、ビンソン・マシフまでの往復での3,000kmとなった。
同年12月、テレビと雑誌の取材のため、アルゼンチンを訪問し、南極のマランビ基地に7日間滞在した。
1982年1月24日、南極3,000km犬ぞり単独行とビンソン・マシフ単独登頂に挑戦するため、日本を出発した。同年2月10日、アルゼンチン最南端の港であるウシュアイアから砕氷船「イリサール」で出港し、2月13日、南極半島にある同軍のサンマルチン基地に到着した。同基地で待機し出発を待つが、3月19日にフォークランド紛争が勃発し、同年12月22日、軍が協力を撤回したため断念した。1983年3月16日、約1年間の南極生活を終えて帰国した。植村、42歳。

### 冬期マッキンリー単独登頂・最期
この頃、植村は、南極大陸横断を達成した後の夢として、野外学校を設立する構想を口にするようになる。
1983年8月、野外学校を開設するための適地を求めて、北海道帯広市を視察した。同年10月20日、日本を出発し、10月24日、ミネソタ州にある野外学校『アウトワード・バウンド・スクール (OBS)』に参加した。1984年1月16日、ミネソタを発った。
同1984年1月18日、シカゴでアメリカ企業のデュポンの社員と会談した。植村の南極計画への支援についてだと思われる。
そのついでに、マッキンリー山冬期単独登頂を目指すため、同年1月21日、アラスカのアンカレッジに入り、1月24日、タルキートナに入った。1月26日、軽飛行機でマッキンリーのカヒルトナ氷河に降り立った。2月1日、ベースキャンプ（標高2,200m）から登攀を開始した。一部の記者のみがその様子を取材した。
同1984年2月12日午後6時50分、世界初のマッキンリー冬期単独登頂を果たした。この日は、ちょうど植村の43歳の誕生日であった。しかし、翌2月13日午前11時に行われた軽飛行機との、登頂に成功したこと、現在位置が20,000フィート(6,096m) であることを伝える無線交信を最後に連絡が取れなくなり、消息不明となった。2月15日、軽飛行機が標高2,900mの氷河上に、植村がクレバスへの転落防止に使用した竹竿があるのを発見したが、ベースキャンプや登山ルートに植村の姿は発見できなかった。最後の交信から3日後の2月16日、軽飛行機のパイロットが、標高4,900m地点の雪洞で植村と思われる人物が手を振っているのを視認した。デナリ国立公園管理事務所は、軽飛行機2機、高度5,000mまで飛行できるヘリコプター1機で広範囲の捜索を展開した。2月20日、同公園管理事務所による捜索活動に参加していた2人の登山家が標高4,200m地点の雪洞で、植村の日記、カメラ、フィルムなどを発見した。また、2月25日、標高4,900m地点の雪洞でも植村の所有物を発見したが、植村本人は発見できなかった。2月26日、デナリ国立公園管理事務所は、「植村の生存の可能性は100%ない」として捜索を打ち切った。その後、明治大学山岳部OB「炉辺会（ろばたかい）」によって捜索が行われたが、植村は発見できず、3月6日、標高5,200m地点の雪洞に残された植村の装備を発見するに留まった（標高5,200m地点から山頂までの間は捜索できなかった）。3月8日、炉辺会による捜索も打ち切られた。
植村と最後に無線交信できた2月13日が命日となった。
4月下旬から5月にかけて、明治大学山岳部OB「炉辺会」によって再度、マッキンリー山での捜索が行われた。前回捜索できなかった標高5,200mから山頂までを中心に捜索が行われ、植村が山頂に立てた「日の丸」の旗を回収したが、植村は発見できなかった。
なお、植村が消息を絶ったというニュースが報じられたところ、多数の人から植村の捜索費に充ててほしいとの義援金の申し出が明治大学山岳部OB「炉辺会」に寄せられたことから、その受け皿として、1984年3月1日、『植村直己の会』が設立され、明治大学体育課がその受付窓口となった。同年12月25日までに、3,116件、約2950万円の義援金が寄せられた。

### その後
1984年4月19日、国民栄誉賞を受賞した。功績名は「世界五大陸最高峰登頂などの功」である。
同年6月11日、明治大学名誉博士の学位が贈呈された。
同年6月16日、『植村直己に別れを告げる会』が東京の青山斎場で執り行われた。祭壇には、笑顔の植村の写真と、マッキンリー山頂で回収された日の丸の旗や愛用のピッケルなどが飾られた。
同日、デンマーク政府が、1978年のグリーンランド縦断の際の到達点であったヌナタック峰（標高2,540m）を、史上初のグリーンランド縦断という植村の業績を後世に残すために「ヌナタック・ウエムラ峰」と改称すると発表した。
同年8月、故郷である日高町（現：豊岡市）から名誉町民の称号が贈呈された。
同年9月20日、グリーンランド縦断犬ぞり単独行のゴール近くのナルサスワックで、植村の功績を伝えるレリーフの除幕式が行われた。
同年12月、アラスカ州裁判所の公聴会において、植村直己の死亡が公式に認定された。
1985年1月、板橋区役所で植村直己の死亡届が受理された。
同1985年8月、植村が構想していた野外学校が、有志によって『植村直己・帯広野外学校』（北海道帯広市）として開校された。植村の妻・公子が名誉校長となった。
1992年、東京都板橋区に『植村記念財団』（事業主体・板橋区）が設立され、『植村冒険館』が開館した。

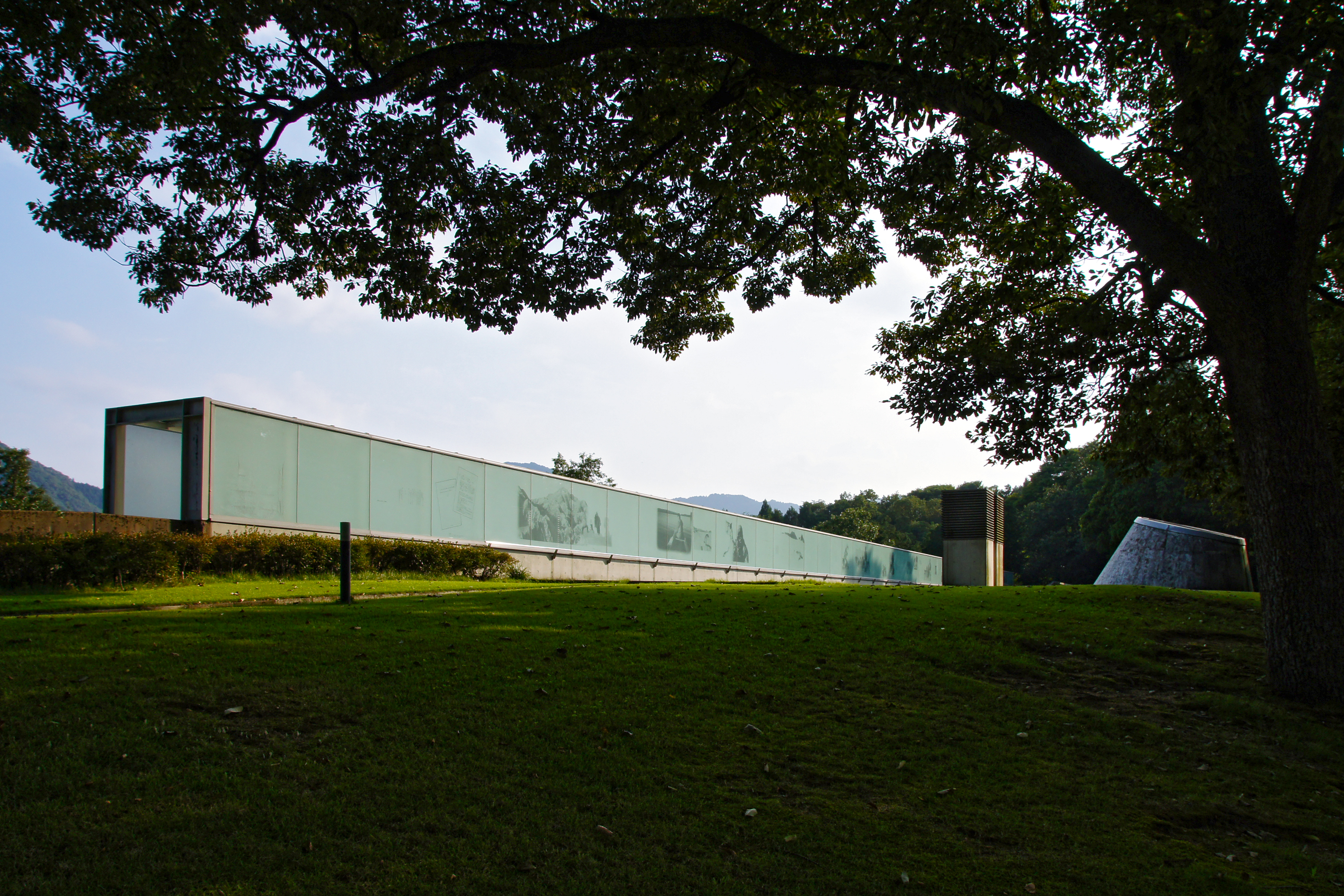
植村直己冒険館

1994年4月10日、故郷である兵庫県豊岡市日高町に、日高町立（現：豊岡市立）の『植村直己冒険館』が開館した。
1996年、『植村直己冒険賞』（主催・豊岡市）が設けられた。
2011年5月、パーク・レンジャーにマッキンリー（デナリ）山中で遺体を発見したとの通報があり、付近一帯の捜索が行われたが、発見されなかった。

## 主な登山・冒険歴
- 1965年4月23日 - ゴジュンバ・カン（チョ・オユーII峰）登頂（明治大学山岳部遠征隊の一員として、シェルパ1人と共に登頂）《世界初》
- 1966年
  - 7月 - モンブラン単独登頂 - ヨーロッパ大陸最高峰[注 168]
  - 10月24日 - キリマンジャロ単独登頂 - アフリカ大陸最高峰
- 1968年
  - 2月5日 - アコンカグア単独登頂 - 南アメリカ大陸最高峰
  - 4月20日 - 6月20日 - アマゾン川6,000km単独筏（いかだ）下り
- 1970年
  - 5月11日 - エベレスト登頂（日本山岳会遠征隊の一員として、松浦輝夫と共に日本人初登頂） - 世界最高峰
  - 8月26日 - マッキンリー（デナリ）単独初登頂 - 北アメリカ大陸最高峰『世界初の五大陸最高峰登頂達成[注 169][2]』
- 1971年
  - 1月1日 - グランド・ジョラス冬期北壁完登（共同登攀）
  - 8月30日 - 10月20日 - 日本列島3,000kmを徒歩で縦断
- 1972年9月11日 - 1973年6月26日 - グリーンランド北端シオラパルクでエスキモーと共同生活（期間は、下記の3,000km犬ぞり単独行を含む）
- 1973年2月4日 - 4月30日 - グリーンランド3,000km犬ぞり単独行
- 1974年12月29日 - 1976年5月8日 - 北極圏12,000km犬ぞり単独行
- 1976年7月 - エルブルス登頂 - ヨーロッパ大陸最高峰[注 170]
- 1978年
  - 4月29日 - 犬ぞり単独行で北極点到達《世界初》
  - 8月22日 - 犬ぞり単独行でグリーンランド縦断[注 171]
- 1980年8月13日 - アコンカグア冬期第2登（共同登攀）
- 1984年2月12日 - マッキンリー山（デナリ）冬期単独登頂《世界初》

参照：「七大陸最高峰#エルブルス山はヨーロッパを代表する山か」

## 人物
- 植村家は代々農家で、直己の祖父は損得・金勘定抜きで困っている人を助ける性分だった[要出典]。直己もこの祖父の血を引いており[要検証 – ノート]、登山隊に加わる時にはトップに立ちたいという想いはあっても、自分が主役になるよりは常にメンバーを影でサポートするような立場に立った[要出典]。
- 高校時代は、友人と共に学校の池の鯉を焼いて食べるなどのいたずらもした[32][469][470]が、成績は平凡で目立たず地味な存在だった[471]。植村の顔を覚えている同級生は少ないくらいであった[469]。
- 明治大学山岳部に入部した当初は、登山の経験や知識がないため、よく転ぶことから、童謡『どんぐりころころ』からの連想で「ドングリ」というあだ名（ニックネーム）を付けられ[472][注 173]、入部当初は馬鹿にされていた[要検証 – ノート][要出典]が、同期の連中と肩を並べたいと密かに山行を重ね、その陰の努力が実り、大学4年のときにサブリーダーになった[474][注 174]。
- 1965年、未踏のゴジュンバ・カン（チョ・オユーII峰）に初登頂した際の隊長・高橋進は、植村について、世界を股にかけて無銭旅行などには思い切った無鉄砲なことを平気でやる反面、先輩から一言でも怒られると、すくんでしまって返事もできないような純情さ、気の弱さを人一倍持っている、と評している[475]。
- 数々の冒険の成功から大胆不敵な面がクローズアップされているが、実際には人一倍臆病な性格で、十分な計画と準備を経て必ず成功するという目算なしには決して実行しなかった[要検証 – ノート][要出典]。
- 体力以外に取り立てて優れている面があるわけではない自分に対して常に劣等感を抱いており、記者会見などで自分が持ち上げられることを極度に嫌った[要出典]。しかし、妻・公子や知人の多く[要検証 – ノート]が指摘している[要出典]ように、逆にその劣等感をバネにして数々の冒険を成功させたともいえる[要検証 – ノート]。
- 人前に立つのは大の苦手で、資金集めの講演会や記者会見で大勢の聴衆を前にして話をする際は、第一声を発するまでしばらく気持ちを落ち着けなければならなかった[要出典]が、口下手ながら自身の体験に基づいた講演は多くの聴衆に感動を与えた[要検証 – ノート]。

## 冒険スタイル
単独行に傾倒した以降の植村は、アマゾン川単独筏（いかだ）下り、犬ぞりによる北極点到達単独行、犬ぞりによるグリーンランド縦断単独行など数々の有名な冒険を達成している。
単独行の際の特徴としては、例えば登山における高度順化を目的とはせず、冒険する現地で生活し、現地の人びとの生活に慣れ技術を習得するような“生活順化”をする点が挙げられる。
特に、犬ぞり行に先立つ約5か月間、単身、グリーンランドのエスキモーと共同生活し、衣食住や狩り・釣り・犬ぞりの技術などを極地に暮らす人々から直に学ぶことに努めた。それらは、犬ぞり行でシロクマに襲われた翌日に同じシロクマと思われる個体を狩りでしとめ、さばいて生肉を食べ極地では貴重なタンパク質を摂取するなどに活かされた。キビヤックは、特異な製法と強烈な異臭で知られているが、植村はこれが大好物だった。
冬山単独行では、1964年11月、モンブランでクレバスに落ちた際に、アイゼンと荷物が引っかかり九死に一生を得た経験から、何本もの竹竿をストッパーとして身体にくくり付けていた。植村が行方不明となった最後のマッキンリーの山行においても、腰に竹竿をくくりつけて登攀して行く姿が見られた。

## エピソード

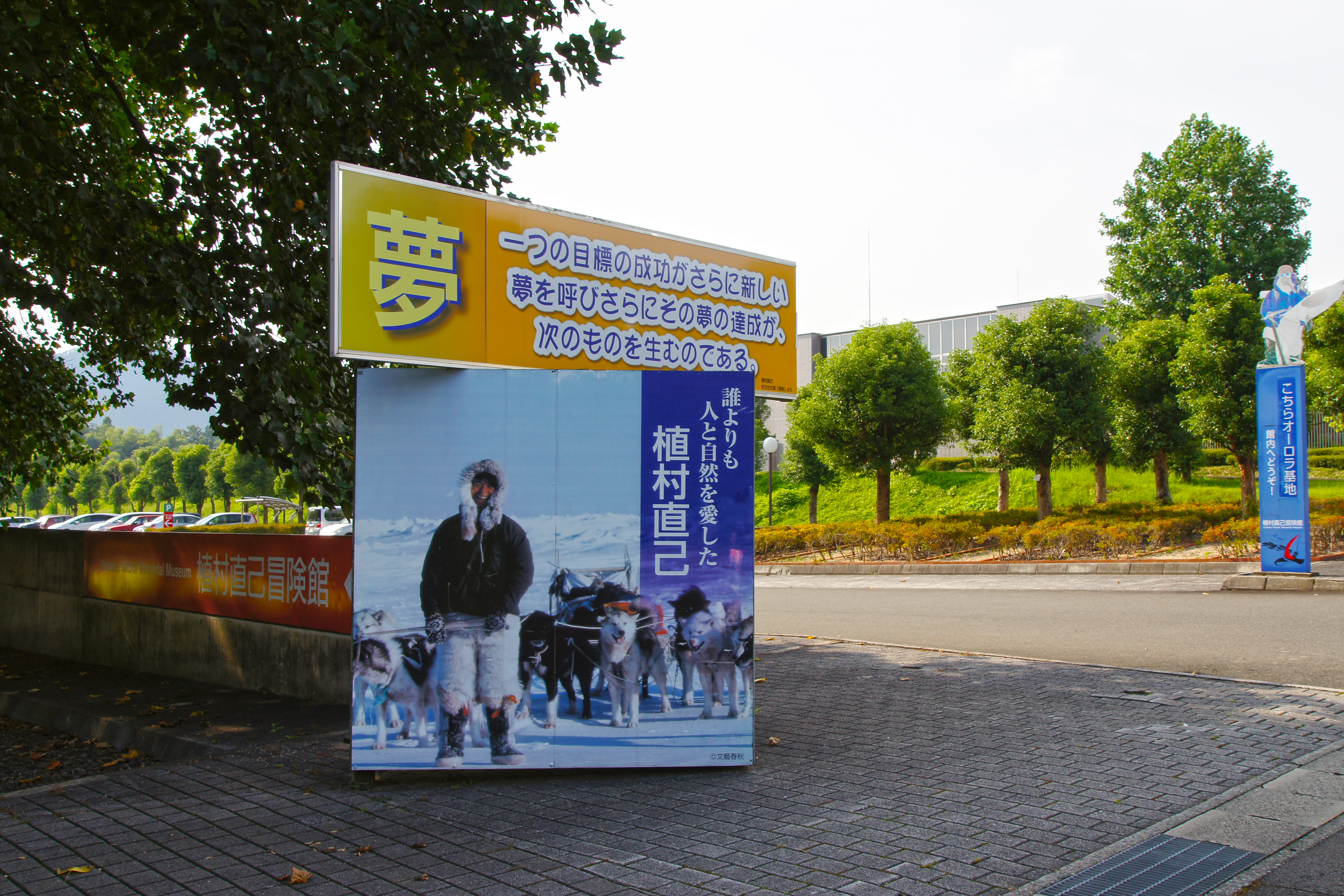
生まれ故郷にある植村直己冒険館

- 日本人初のエベレスト登頂に成功した際、松浦輝夫の前を歩いていた植村は、頂上まであと10mのところで松浦に道を譲り、松浦を先に頂上に立たせたと、植村は自著に書いている[191][479]。しかし、松浦の証言によると、植村に「どうぞ、先に登ってください」と言われた松浦は、植村と肩を組んで2人同時に頂上に立った[480][193]。
- エベレストに登頂した際、「カメラより山頂の石をみんなに見せた方がいい」と松浦輝夫を説得し、「カメラからテープを抜こうとして、手が滑ってネパール側に落としてしまった」という言い訳を考え、NHKから渡されていた最新型のビデオカメラを山頂に置いてきた。（カメラは、その翌日、日本の第2次登頂隊[注 176]によって発見され、無事に日本に戻ってきた。）
- エベレストの山頂に、植村がアマゾン川を筏（いかだ）下りしていた頃に日本で交通事故死した、明治大学山岳部同僚・小林正尚の生前の写真を埋めた[482][483]。（一緒に登頂を果たした松浦輝夫も同じく、山頂に写真を埋めている[注 177]。）その後、帰国した植村は、小林の家を訪ねて、仏壇の前で、「お前の代わりにエベレストに登ったよ。頂上の石も持って来たぞ」と言うなり、声をあげて泣き出した[193]。
- 犬ぞりによる北極点到達挑戦の際には、テレビ番組制作を担った毎日放送から8mmカメラを託され、冒険中に自分の犬ぞりが氷原の彼方に走り去る場面を撮影した。周囲には誰もいないことから、その後、彼方から引き返しカメラとフィルムを回収するという貴重な記録映像となった。当時の番組では、その「歩いて戻って来る植村直己」のユーモラスな様子も放送された。

## 死去に対する反応
- 生前に「冒険で死んではいけない。生きて戻ってくるのが絶対、何よりの前提である[要出典]」という言葉を残していたが、最期は冒険の下山中に行方不明となった。
- 1984年3月8日の捜索打ち切りの知らせを受けて、翌3月9日、妻・公子が明治大学で記者会見に応じた[486][487][注 178]。

記者「もし生きていたら、どういうことを言いたいですか？」
公子「常に『冒険とは生きて帰ること』って偉そうに言ってましたので、ちょっとだらしがないじゃないの、って（言いたいです）」
記者「大切な人だと思えば、止める必要があったのではないですか？」
公子「どんな旅にも全部反対しました。でも『俺にはこれしかない』って言ってました。（そして、）反対しても出かけていく人でした」
- 行方不明後、標高4,200mの雪洞で発見された日記には、登頂アタック前の最後の日である2月6日の日付で、最後に「何が何でもマッキンリー登るぞ[注 179]」と書かれていた[493]。これについて野口健は、「何がなんでも」という言葉は素人が使う言葉であり、その言葉を変えれば「いかなる状況下においても決行せよ」という意味であると解釈している[494]。その上で「自然を相手に、植村さんなら、そんなことするべきではないってよくわかってるはずですよね。だから、その彼がどうしてなのか、と。」と疑問を呈している[494]。

## 墓碑
- 頼光寺（兵庫県豊岡市） - 植村家の菩提寺であり、その裏山に植村直己の墓碑がある。この墓碑は、植村直己の長兄である植村修によって、1986年10月に建立されたものである[注 180]。墓碑正面の「植村直己之墓」の字は西堀栄三郎の筆による。裏面に、植村の「乾坤院直心不撓居士」の戒名と、「昭和59年2月16日寂」[注 181]と入寂[注 182]の日付が刻まれている。ヒラリー卿から贈られた「A BRAVE MAN AND GREAT ADVENTURER」の言葉が刻まれた副碑がある。
- 乗蓮寺（東京都板橋区） - 境内に墓碑がある。この墓碑は、1985年6月1日、植村の一周忌法要に併せて建てられたものである[495]。墓碑銘の追悼詩は、草野心平による。裏面に刻まれた植村の「乾坤院直誉美心不撓居士[496]」の戒名の字は、妻・公子の筆による[496]。

## 著書

### 単著
- 単行本『青春を山に賭けて』毎日新聞社、1971年3月、全国書誌番号:73001400。[注 183]

- 単行本・改訂新版：毎日新聞社、1976年6月5日、全国書誌番号:73014299。
- 文庫本化：文藝春秋〈文春文庫〉、1977年1月、全国書誌番号:77013107。
- 文庫・新装版：文藝春秋〈文春文庫〉、2008年7月10日、ISBN 9784167178062。

- 単行本『極北に駆ける』文藝春秋、1974年7月5日、全国書誌番号:73009185。

- 文庫本化：文藝春秋〈文春文庫〉、1977年11月25日、全国書誌番号:77013759。
- 再刊（単行本）：山と溪谷社〈Yama-kei classics〉、2000年7月10日、ISBN 4635047091。
- 文庫・新装版：文藝春秋〈文春文庫〉2011年2月10日、ISBN 9784167178079。

- 単行本『北極圏一万二千キロ』 文藝春秋、1976年9月1日、全国書誌番号:73016367。

- 文庫本化：文藝春秋〈文春文庫〉、1979年7月25日、全国書誌番号:79025502。
- 再刊（文庫）、改題：『北極圏一万二〇〇〇キロ』 山と溪谷社〈ヤマケイ文庫〉、2014年2月5日、ISBN 9784635047692。

- 単行本『北極点グリーンランド単独行』文藝春秋、1978年10月15日。全国書誌番号:78034446。

- 文庫本化：文藝春秋〈文春文庫〉、1982年8月25日、全国書誌番号:4167178044。

- 新書『冒険と人生』聖教新聞社〈文化教養シリーズ 3〉、1980年2月、全国書誌番号:80015637。[注 185]
- 単行本『冒険』毎日新聞社、1980年12月30日。全国書誌番号:81011276。

- 文庫本化：旺文社〈旺文社文庫〉、1984年3月24日、ISBN 4010642637。
- 再刊（新書）：旺文社〈中学生・高校生必読名作シリーズ 10-1〉、1988年、ISBN 4010660139。
- 再刊（文庫）：小学館〈小学館文庫〉、1998年3月1日、ISBN 4094110313。

- 単行本『男にとって冒険とは何か：植村直己 対談・エッセイ集』潮出版社、1981年1月15日。全国書誌番号:81015058。[注 186]

- 文庫本化：『男にとって冒険とは何か』潮出版社〈潮文庫〉、1984年7月16日、全国書誌番号:84054329。

- 単行本『エベレストを越えて』文藝春秋、1982年7月15日、全国書誌番号:82043559。[注 188]

- 文庫本化：文藝春秋〈文春文庫〉、1984年12月25日、ISBN 4167178052。

- 単行本：（植村直己/述）[注 189]『植村直己の冒険学校』文藝春秋、1986年8月30日、ISBN 4163407804。[注 190]

- 文庫本化：植村直己/著、文藝春秋〈文春文庫 ビジュアル版〉、1994年6月10日、ISBN 416811404X。

- 文庫本[注 192]：ビーパル編集部/編、（植村直己/述）[注 193]『植村直己と山で一泊：登山靴を脱いだ冒険家、最後の世間話』小学館〈小学館ライブラリー〉、1993年8月20日、ISBN 409460703X。[注 194]

- 文庫本化：小学館〈小学館文庫〉、1999年1月、ISBN 4094110321。
- 再刊（文庫）：小学館〈雑誌『BE-PAL』付録〉、2013年7月10日。

- 新書『植村直己 妻への手紙』文藝春秋〈文春新書〉、2002年10月20日、ISBN 4166602756。[注 196]
- 新書：文藝春秋/編、（植村直己/述）[注 197]『植村直己、挑戦を語る』文藝春秋〈文春新書〉、2004年7月19日、ISBN 4166603906。[注 198]

### 共著
- 単行本：嵐山光三郎ほか30人との共著[注 199]『温泉天国』河出書房新社〈ごきげん文藝〉、2017年12月30日、ISBN 9784309026428。[注 200]

### 監訳
- ジョン・ブラッシュフォード=スネル、アリステア・バランタイン/共編『探検：エキスパートへの道[注 201]』日本交通公社出版事業局、1979年5月、全国書誌番号:79029389。

## メディア

### 関連書籍

#### 一般書
- 高橋進[注 202]/編『登頂ゴジュンバ・カン：明治大学ヒマラヤ登山隊の記録』茗溪堂、1967年9月[注 203]、全国書誌番号:68000912。[注 204]
- 松方三郎、深田久弥ほか/執筆、植村直己、木村勝久ほか/写真撮影『大エベレスト展：日本隊世界の屋根に立つ』大塚工藝社/製作、（出版者不明）、（1970年）。[注 205][注 206]
- 内藤敏男[注 207]（NHK海外取材班）/著『エベレストへの道』日本放送出版協会、1971年4月25日、全国書誌番号:73005176。
- 小西政継/著『グランドジョラス北壁：ウオーカー稜冬期日本人初登攀』山と溪谷社、1971年8月、全国書誌番号:73002193。

- 文庫本化：『グランドジョラス北壁』中央公論社〈中公文庫〉、1981年11月10日、全国書誌番号:82005094。
- 改版（文庫）：中央公論新社〈中公文庫BIBLIO〉、2002年4月25日、ISBN 4122040175。

- 朝日新聞社/編『探検と冒険 4：朝日講座』朝日新聞社、1972年4月25日、全国書誌番号:73019018。[注 210]
- ピーター・スチール[注 211]/著、丹部節雄/訳『エベレスト南壁：1971国際隊の悲劇[注 212]』時事通信社、1972年7月10日、全国書誌番号:73004327。
- 星野隆男追悼集編集部/編『わが北壁の記：星野隆男追悼集』星野美津子[注 213]、1976年6月1日。[注 214][注 215]
- 読売新聞社会部/編『北極点をめざす野郎たち』読売新聞社〈Yomi book〉、1978年9月12日、全国書誌番号:79017062。[注 216]
- 相沢裕文[注 217]、松本照雄/共著『極地に燃ゆ：にんげん植村直己』毎日新聞社、1979年2月、全国書誌番号:79010904。
- 山と溪谷社/編『植村直己 冒険の軌跡：どんぐり地球を駆ける』山と溪谷社、1979年6月25日、全国書誌番号:78020514。

- 増補改訂版：山と溪谷社、1984年8月1日、全国書誌番号:85037578。

- 三浦雄一郎/著『男、冒険、人生。』潮出版社、1982年11月15日、全国書誌番号:83007964。[注 219]
- 日本放送協会/編『NHK 歴史への招待 24：昭和編』日本放送出版協会、1982年12月1日。[注 220]
- 『お茶の水図書館教養の集い 四十四話：第三集』石川文化事業財団お茶の水図書館、1983年3月、全国書誌番号:83042073。[注 221][注 222]
- 読売新聞社/編『わがエベレスト：加藤保男写真集』読売新聞社、1984年3月15日、全国書誌番号:85002879。[注 223]
- 流星社/編『冒険王・植村直己：緊急出版』竹書房〈バンブー・ムック〉、1984年[注 224]。
- 中島祥和[注 225]/著『遥かなるマッキンリー：植村直己の愛と冒険』講談社、1984年6月20日、ISBN 4061015052。[注 226]

- 文庫本化：講談社〈講談社X文庫〉、1986年5月16日、ISBN 4061900595。

- 松永伍一/著『母たちの肖像』潮出版社、1984年7月5日、全国書誌番号:84051993。[注 227]
- 本多勝一、武田文男/共編『植村直己の冒険を考える』朝日新聞社、1984年11月1日、ISBN 4022606665。
- 「植村直己帯広会」写真集編集委員会/編『植村直己：極限に挑んだ男が十勝に残した足跡!!』植村直己帯広会、1984年。
- 浅井慎平/著『原色スポーツ図鑑』文藝春秋〈文春文庫〉、1985年1月25日、ISBN 4167301040。[注 228]
- 近藤信行/責任編集『日本の山の名著・総解説：近代登山の黎明期より大正を経て戦前戦後まで』自由国民社、1985年2月、ISBN 4426400341。[注 229]
- 明治大学山岳部炉辺会[注 230]/編『極北に消ゆ：植村直己捜索報告・追悼集』山と溪谷社出版事業部〈山と溪谷社 MY BOOKS〉、1985年3月10日、ISBN 4635885046。
- 高橋辰雄/著『南北夢幻：高橋辰雄作品集』ダイナミックセラーズ、1985年7月、全国書誌番号:85063082。[注 231]
- 『遺書・冒険[注 232]』明治大学人文科学研究所〈明治大学公開文化講座 4〉/発行、風間書房/発売、1985年7月15日、ISBN 4759906304。[注 233]
- 中嶋憲/著『遥かなる魚たちの呼び声：釣りの画文集』パン・リサーチ・インスティテュート〈パンリサーチの本〉、1985年10月18日、ISBN 4893520075。[注 234]
- 中央職業能力開発協会/編『聞かせたい話：全国職業訓練大会記念講演から』中央職業能力開発協会、1985年11月、全国書誌番号:87039949。[注 235]
- 能勢順[注 236]/著『植村です どうもすみませんです：愛された世界の探検家』教育出版センター、1985年12月、ISBN 4763279009。

- 文庫本化、改題、加筆訂正：『遥かなる人：植村直己物語』廣済堂出版〈廣済堂文庫〉、1991年4月10日、ISBN 4331650952。

- 本多勝一/著『冒険と日本人』朝日新聞社〈朝日文庫〉、1986年1月20日、ISBN 4022608153。
- 太田誠/著『少年 植村直己』北斗舎、1986年1月27日、ISBN 4938560011。
- 長尾三郎/著『マッキンリーに死す：植村直己の栄光と修羅』講談社、1986年2月12日、ISBN 9784061844384。[注 237]

- 文庫本化：講談社〈講談社文庫〉、1989年5月15日、ISBN 4061844385。

- 富沢一誠/編『トライ・トゥ・リメンバー』大和出版〈青春こだわりメッセージ 1〉、1986年4月、ISBN 480470065X。[注 238]
- 廣江研[注 239]/著『我が友 植村直己[注 240]：ドングリよもう一度帰って来て南極や野外学校の夢を聞かせてくれ!!』立花書院、1986年5月16日。[注 241]
- 文藝春秋（編）、1986年6月10日『植村直己の世界』文藝春秋。ISBN 4163405909。[注 242][注 243]
- アサヒグラフ/編『わが家の夕めし』朝日新聞社〈朝日文庫〉、1986年6月20日、ISBN 4022603763。[注 244]
- 北村章二/著『ドキュメント 妻たちの闘い』データハウス、1986年7月、ISBN 4924442364。[注 245]
- 森瑶子/著『プライベート・タイム』角川書店〈角川文庫〉、1986年9月25日、ISBN 4041552087。[注 246]
- 大来佐武郎ほか/監修、第二アートセンター/編集『ビジュアル版・人間昭和史 9：記録への挑戦者』講談社、1986年11月、全国書誌番号:87008468。[注 247]
- クリス・ボニントン/著、田口二郎/訳、中村輝子/訳『現代の冒険 上：山・極地・河[注 248]』岩波書店、1987年12月、ISBN 4000006002。[注 249]
- 小西政継/著『小西政継 ボクのザイル仲間たち』山と溪谷社、1987年12月25日、ISBN 4635170276。[注 250]
- 種村季弘、池内紀/共編『温泉百話：西の旅』筑摩書房〈ちくま文庫〉、1988年2月、ISBN 4480022015。[注 251]
- 文藝春秋/編『「文藝春秋」にみる昭和史：第三巻』文藝春秋、1988年5月25日、ISBN 4163626506。[注 252]
- C.W.ニコル/著、竹内和世/訳、凱風舎/編集『C.W.ニコルの野性記：生きることそれは冒険』実業之日本社〈実日新書〉、1988年7月、ISBN 4408301213。[注 253]

- 文庫本化：C.W.ニコル/著、竹内和世/訳『C.W.ニコルの野性記』講談社〈講談社文庫〉、1991年7月、ISBN 4061849492。

- 文藝春秋/編『「文芸春秋」にみるスポーツ昭和史：第三巻』文藝春秋、1988年9月15日、ISBN 4163629106。[注 255]
- 大島育雄[注 256]/著『エスキモーになった日本人』文藝春秋、1989年8月、ISBN 416343500X。
- 根深誠/著『チベットから来た男：ヒマラヤ・マッキンリー・白神山地』岩波書店〈自然人のための本箱〉、1990年6月6日、ISBN 4000040855。[注 257]
- 週刊朝日編集部/編『「週刊朝日」の昭和史：事件・人物・世相 第5巻（昭和50～60年代）』朝日新聞社、1990年7月10日、ISBN 402258386X。[注 258]
- PLAYBOY日本版編集部/編集『プレイボーイ・インタビューセレクテッド：Playboy interview selected : 比類ない人たちとの、極上の時間』集英社、1990年10月24日、ISBN 4087801330。[注 259]
- 開高健/著『「もっと笑いを!」：開高健、対談集』潮出版社、1990年12月15日、ISBN 4267012628。[注 260]
- 布川欣一/著『山道具が語る日本登山史』山と溪谷社、1991年1月15日、ISBN 4635170497。[注 261]
- 文藝春秋/編『植村直己記念館：HOMAGE TO NAOMI UEMURA』文藝春秋、1991年2月20日、ISBN 9784163803401。[注 262]
- 松永伍一/著『マザー：MOTHER!』ファラオ企画、1991年4月、ISBN 4894090252。[注 263]
- 兵庫県小学校教育研究会/編『兵庫の人物ものがたり』日本標準、1991年10月。
- 立松和平/著『雨のサーキット』東京書籍、1993年11月1日、ISBN 4487753988。[注 264]
- 上田平雄/著『植村直己：世界の冒険王』〈但馬人物史5〉但馬文化協会、1994年4月。
- 小谷茂夫ほか/編『但馬風土記：但馬の民俗・芸能・祭礼』但馬文化協会、1994年4月。
- 椎名誠/編『日本の名随筆（別巻40）青春』作品社、1994年6月20日、ISBN 4878938609。[注 265]
- 宮澤芳樹、加藤次郎/共著『冒険家に学ぶアウトドア・モノ選び』双葉社、1994年7月、ISBN 4575283231。[注 266]
- 『毎日グラフ・Amuse』編集部/編『生き方達人ファイル』毎日新聞社〈毎日ムック〉、1996年1月27日、ISBN 4620790443。[注 267]
- 矢崎泰久/著『僕はこんな男たちに会ってきた』三一書房、1996年7月31日、ISBN 4380962458。[注 268]
- 松永伍一/著『お元気ですか』ファラオ企画、1997年9月、ISBN 4894090570。[注 269]
- 辻一郎/著『忘れえぬ人々：放送記者40年のノートから』清流出版、1998年11月20日、ISBN 4916028503。[注 270]
- 植村修[注 271]/著『弟・植村直己』編集工房ノア、1999年4月10日、全国書誌番号:20221766。
- 佐瀬稔/著『残された山靴：志なかばで逝った8人の登山家の最期：佐瀬稔遺稿集』山と溪谷社、1999年6月10日、ISBN 4635171388。

- 文庫本化『残された山靴』山と溪谷社〈ヤマケイ文庫〉、2010年11月15日、ISBN 9784635047234。

- 武田文男/著『冒険物語百年』朝日新聞社〈朝日文庫〉、1999年10月、ISBN 4022612738。[注 273]
- 大場満郎/著『笑って死ねる人生がいい』集英社インターナショナル、2000年8月31日、ISBN 4797670169。[注 274]
- 読売新聞運動部/著『20世紀スポーツ列伝：世界に挑んだ日本人[注 275]』中央公論新社、2000年9月10日、ISBN 4120030466。[注 276]
- 山と溪谷社/編『自然との対話：24人のトークコレクション』山と溪谷社、2001年8月、ISBN 4635640019。[注 277]
- 長尾三郎/著『激しすぎる夢：「鉄の男」と呼ばれた登山家・小西政継の生涯』山と溪谷社、2001年8月、ISBN 9784635340175。
- 植村修/編『植村直己スピリッツよ永遠に：多くの人々の友情や励ましに支えられて』植村修、2001年9月。
- 濤川栄太/著『わが子に読んで聞かせたい偉人伝：みんなが知ってるあの人物のお話』中経出版、2002年5月、ISBN 4806116165。[注 278]
- 松尾正夫/著『代議士秘書は見た!：公設秘書歴17年の著者がつづる政界裏話』文芸社、2002年7月、ISBN 4835528182。[注 279]
- テレビ朝日、テレビマンユニオン、テレビ朝日映像/共著『グレートマザー物語：厳しく強く、そして優しく。』三推社/出版、講談社/発売、2002年10月、ISBN 406211321X。[注 280]
- 日外アソシエーツ/編『自然と冒険の旅：読書案内：紀行編』日外アソシエーツ/出版、紀伊國屋書店/発売、2002年11月25日、ISBN 4816917411。[注 281]
- 大前孝夫/著『拝啓 植村直己様』神戸新聞総合出版センター/製作・発売、2003年4月、ISBN 4343002322。[注 282] - 児童書。
- 黒田麻由子/著『冒険者 忘れえぬ一言』日本放送出版協会〈生活人新書 081〉、2003年9月10日、ISBN 4140880813。[注 283]
- 『日本の探検家たち：未知を目指した人々の探検史』平凡社〈別冊太陽〉、2003年10月、ISBN 4582921256。[注 284]
- 植村修/編『植村直己ふるさと物語』植村修、2004年6月、全国書誌番号:20783906。
- 『植村直己：夢・冒険・ロマン：没後20年記念特集』河出書房新社〈KAWADE夢ムック：文藝別冊〉、2004年9月30日、ISBN 9784309976877。[注 285]
- 日高あつ子/編、高橋宣之/写真『涙があふれる いのちの言葉』ポプラ社、2004年11月25日、ISBN 4591083608。[注 286]
- 斎藤茂太/著『茂太さんの「元気の素」あげます：好奇心ひとつで人生楽しく面白く』清流出版、2005年2月、ISBN 4860291069。[注 287]
- 『冒険・探検の世界：ナショナルジオグラフィック』日経ナショナルジオグラフィック社〈アーカイブ・ブックス〉/出版、日経BP出版センター/発売、2005年3月、ISBN 4931450458。[注 288]
- 産経新聞「凛として」取材班/著『凛として：日本人の生き方』産経新聞ニュースサービス/発行、扶桑社/発売、2005年4月20日、ISBN 4594049249。[注 289]
- 谷山宏典/著『登頂八〇〇〇メートル：[[[明治大学体育会山岳部|明治大学山岳部]]十四座完登の軌跡』山と溪谷社、2005年8月1日、ISBN 463517171X。[注 290]
- 神戸新聞社/編『但馬ゆかりの50人：これだけは知っておきたい：歴史と観光の散策ガイド』神戸新聞総合出版センター〈神戸新聞MOOK〉、2005年11月、ISBN 4343003388。[注 291]
- 植村修/編『植村直己のこころ』植村修、2006年3月、全国書誌番号:21013685。
- 中嶋郁雄/著『児童生徒に聞かせたい日本の偉人伝3分話』学陽書房、2007年3月、ISBN 9784313651555。[注 292]

- 再編集、加筆、改題：『道徳授業でそのまま使える! 日本の偉人伝3分話』学陽書房、2018年4月、ISBN 9784313653573。

- 岳真也/著『絶望しないための方法』PHP研究所、2007年6月4日、ISBN 9784569691923。[注 293]
- 『週刊「日本の100人」：歴史をつくった先人たち：通巻94号：植村直己』デアゴスティーニ・ジャパン、2007年11月27日、全国書誌番号:1342355。
- 小林誠子/著、樹の森出版/編『ラストシーン：last scene：夢を追いかけ散っていった冒険者たちの物語』バジリコ、2007年12月22日、ISBN 9784862380401。[注 294]
- 植村修/編『植村直己の記憶：誕生からの足跡 第一部：生存中の写真集』植村修、2008年4月。
- 植村修/編『植村直己の記憶：誕生からの足跡 第二部：不明後の写真集』植村修、2008年9月。
- 「NHKあの人に会いたい」刊行委員会/編『あの人に会いたい』新潮社〈新潮文庫〉、2008年11月1日、ISBN 9784101362717。[注 295]
- 長洋弘/著『冒険に生きる：谷川岳・青春・あの時代』社会評論社、2009年2月28日、ISBN 9784784509751。[注 296]
- 久恒啓一/Author『KOKOROZASHI：志：混迷の時代 道をひらく言葉 130』ディスカヴァー・トゥエンティワン、2009年7月10日、ISBN 9784887597211。[注 297]
- ビジネス哲学研究会/編著『ビジネスに活かす一流選手の言葉』PHP研究所、2010年4月、ISBN 9784569777900。[注 298]
- 文藝春秋/編『弔辞：劇的な人生を送る言葉』文藝春秋〈文春新書〉、2011年7月20日、ISBN 9784166608157。[注 299]
- 漆原智良/著『つらかんべぇ：生きる力がわく珠玉の言葉』今人舎、2011年8月1日、ISBN 9784901088961。[注 300]
- 「銀座百点」編集部/編『私の銀座』新潮社〈新潮文庫〉、2012年4月1日、ISBN 9784101361819。[注 301]
- 丸山佑介/著『冒険家100の言葉：逆境に打ち勝ち、世界を切り開く[注 302]』彩図社、2012年6月20日、ISBN 9784883928682。[注 303]

- 文庫本化、加筆修正、改題：丸山ゴンザレス/著『世界の危険に挑む99の言葉』イースト・プレス〈文庫ぎんが堂〉、2015年11月、ISBN 9784781671390。

- 山と溪谷社/編『よくわかる新田次郎：山を描ききった作家の肖像』山と溪谷社、2012年7月5日、ISBN 9784635340304。[注 304]
- 湯川豊/著『植村直己・夢の軌跡』文藝春秋、2014年1月25日、ISBN 9784163900094。
- 『カメラがとらえた昭和巨人伝：激動の時代を彩った“あの人”たちの素顔』洋泉社〈洋泉社MOOK〉、2014年4月、ISBN 9784800303783。[注 305]
- 豊岡市教育委員会/編『豊岡偉人伝：ふるさとの先人に学ぶ』豊岡市、2014年。
- 角幡唯介/著『探検家の日々本本』幻冬舎、2015年2月10日、ISBN 9784344027237。[注 306]

- 文庫本化：幻冬舎〈幻冬舎文庫〉、2017年6月9日、ISBN 9784344426160。

- 『「文藝春秋」で読む戦後70年：肉声による戦後史の決定版! 第2巻：安定成長期から天皇崩御まで』文藝春秋〈文春ムック〉、2015年8月4日、ISBN 9784160086272。[注 307]
- 「ニッポン再発見」倶楽部/著『世界が称賛!「すごい日本人」：もっと知りたい! こんなにもいる「代表的日本人」』三笠書房〈知的生きかた文庫〉、2016年3月、ISBN 9784837983958。[注 308]
- 布川欣一/著『山岳名著読書ノート：山の世界を広げる名著60冊』山と溪谷社〈ヤマケイ新書〉、2016年11月25日、ISBN 9784635510394。[注 309]
- 『昭和の遺書 魂の記録：生きる意味を教えてくれる91人の「最期の言葉」：週刊文春シリーズ 昭和 4 哀悼編』 文藝春秋〈文春ムック〉、2017年12月、ISBN 9784160086609。[注 310]
- 神長幹雄/著『未完の巡礼：冒険者たちへのオマージュ』山と溪谷社、2018年3月15日、ISBN 9784635178228。[注 311]
- ヒュー・ルイス=ジョーンズ、カリ・ハーバート/共著、和田侑子/訳『冒険家たちのスケッチブック：発見と探検のリアル・グラフィックス』グラフィック社、2018年7月9日、ISBN 9784766131406。[注 312]
- 佐久間博/文、pon-marsh/絵『きみを変える50の名言 3：山中伸弥、さかなクンほか』汐文社、2019年3月9日、ISBN 9784811325545。[注 313]

#### 雑誌（植村を特集したもの）
- 『植村直己 冒険のすべて〈文藝春秋デラックス：昭和53年10月号：第5巻 第10号〉』文藝春秋、1978年10月1日。
- 『Sports Graphic Number〈96号：昭和59年4月5日号 / 特集：戻ってこい! 植村直己さん：いま、ここに息づく偉大な冒険家の世界〉』文藝春秋、1984年4月5日。
- 『植村直己・夢と冒険〈文藝春秋 昭和59年6月臨時増刊号：第62巻 第7号〉』文藝春秋、1984年6月10日。
- 『Coyote（コヨーテ）〈No.37：2009年7月号 / 特集：「いざ、南極へ：植村直己が向った旅の先」〉」』スイッチ・パブリッシング、2009年6月10日、ISBN 9784884182243。[注 314]
- 雑誌別冊付録『北極点への道 植村直己：没後35年特別企画』〈雑誌『BE-PAL』2019年3月号〉小学館、2019年2月。[注 315]

### テレビ番組
- 『ドキュメンタリー青春・わが名はアニマル』毎日放送、1970年12月5日。
- 『全記録! 植村直己 北極点に立つ』毎日放送、1978年6月4日。
- 『植村直己 北極点を越えて4000キロ：孤独の165日』毎日放送、1978年10月10日。- 芸術祭受賞
- 『植村直己 チベットを行く』毎日放送、1979年8月5日。
- 『エベレストへの序奏：植村直己 冒険の軌跡』毎日放送、1980年6月7日。
- 『アンデスの白い恐怖：植村直己 6960mアコンカグアに立つ』毎日放送、1980年10月10日。
- 『遥かなり・厳冬のエベレスト：植村直己 壮絶の58日』毎日放送、1981年2月22日。
- 『植村直己 南極に挑む：夢大陸ひとりぼっち』毎日放送、1982年4月24日。
- 『南極・夢大陸370日：植村直己の越冬日記』毎日放送、1983年5月5日。
- 『男のロマン果てしなく：植村直己 極限との闘い』毎日放送、1983年11月23日。
- 『うちのダンツク 植村直己：公子夫人の亭主談義』毎日放送、1984年2月4日。
- 『この笑顔よ永遠に：植村直己 氷雪に消ゆ』毎日放送、1984年3月21日。
- 『植村直己特番・夢叶い夢破れ：植村直己の全探検記録』毎日放送、1984年6月16日。
- 『偉大なる冒険家・植村直己に捧げる：1984年2月20日 マッキンリー快晴無風、さようならナオミ』テレビ朝日、1984年7月2日。
- 『映像80：素顔の植村直己：すぐ帰ってくるからね』毎日放送、1984年11月10日。- 芸術祭受賞
- 『大いなる足跡：植村直己 ドキュメンタリーアゲイン』毎日放送、1986年5月（5夜連続）。
- 『MBSナウ：アラスカ大紀行：冒険王・植村直己の足跡を追う』毎日放送、1994年5月10日。
- 『スペースJ：生きる：冒険王・植村直己 遭難から10年』毎日放送/TBSテレビ、1994年5月11日。
- 『驚きももの木20世紀：植村直己・悲劇の山の謎』朝日放送、1996年2月2日。
- 『冒険王 植村直己・夢叶い、夢破れ：極限に挑み続けた男の全行動記録』毎日放送、2004年1月3日。
- 『ラストメッセージ第四集：夢果てしなく 冒険家植村直己』NHK総合、2007年3月18日。
- 『日立 世界・ふしぎ発見!：アラスカ・マッキンリーに消えた冒険家 植村直己』TBSテレビ、2007年10月27日。
- 『こだわり人物伝：笑顔の冒険家 植村直己』NHK教育、2010年8月度。
- 『昭和偉人伝：冒険家 植村直己』BS朝日、2014年3月26日。
- 『歴史秘話ヒストリア：植村直己 北極圏1万2千キロ大冒険』NHK総合、2014年4月16日。
- 『ザ・プロファイラー 〜夢と野望の人生〜：“死ぬも生きるも、ただ一人だ”：冒険家・植村直己』NHK BSプレミアム、2015年12月9日。

### 映像
- VHS『植村直己の足跡（トレース）：北極からマッキンリーまで：Sports Graphic Number Video Version』製作：毎日放送、毎日EVRシステム、発行：文藝春秋、販売：文藝春秋 (c)、1991年、60分。[注 316]
- VHS『徹子の部屋：ゲスト出演・植村直己：昭和53年10月13日放送：放送20周年記念』制作：テレビ朝日、テレビ朝日映像、発売元：ビデオ・パック・ニッポン、販売元：東芝EMI、販売協力：バンダイビジュアル、1996年7月25日、36分。[注 317]
- VHS『ひとりぼっちの英雄：植村直己』販売元：EMIミュージック・ジャパン、1999年10月20日、45分。[注 318]
- VHS『植村直己 これが北極圏の旅だ：単独・犬ぞり・1万2千キロ』監修：大塚博美、著作・製作：植村記念財団、2002年10月、30分。

- DVD化：2009年。

- DVD『冒険家 植村直己の世界』企画・制作：テレビ朝日、発売・販売元：テレビ朝日、(c)2004年、69分。[注 319][注 320]
- DVD『NHK映像ファイル「あの人に会いたい」第3巻』販売元：ポニーキャニオン、2008年7月16日、80分。[注 321]

### レコード
- LP盤『北極圏1万2千キロ犬橇の旅：植村直己：世紀の大冒険の記録』RVC、RVL-6509。[注 322]
- LP盤『植村直己：北極点単独犬橇旅行：北極点に立つ[注 323]』キャニオンレコード、AB-5009。[注 324]

### 植村をモデルにした映像作品
- テレビドラマ『あの人は風でした：植村直己とその妻』- 浅生憲章/演出。橋本忍、橋本信吾/脚本。1985年6月22日（前編）と6月29日（後編）にTBS系『日立テレビシティ』で放送された。植村直己役を西川きよしが、妻・公子役を十朱幸代が演じた。
- 映画『植村直己物語』- 佐藤純彌/監督。1986年。電通・毎日放送/製作、東宝/配給。上映時間140分。植村直己役を西田敏行が、妻・公子役を倍賞千恵子が演じた。植村直己の後半生を描いた伝記物語。

### 音楽
- 『風を切って』（作曲：橋本祥路、作詞：土肥武、1987年）- 植村の功績を讃えた、歌付き合奏曲。教育芸術社刊の小学校5年生用音楽教科書に採用。
- 『星のクライマー』（作曲：REIMY、作詞：松任谷由実、1984年）- 植村をモデルに作られた曲。麗美のアルバム『“R”』（1984年）、松任谷由実のアルバム『Yuming Compositions: FACES』（2003年）収録。2025年3月17日に植村直己冒険館に歌碑が設置され除幕式が行われた[499]。

## 顕彰施設

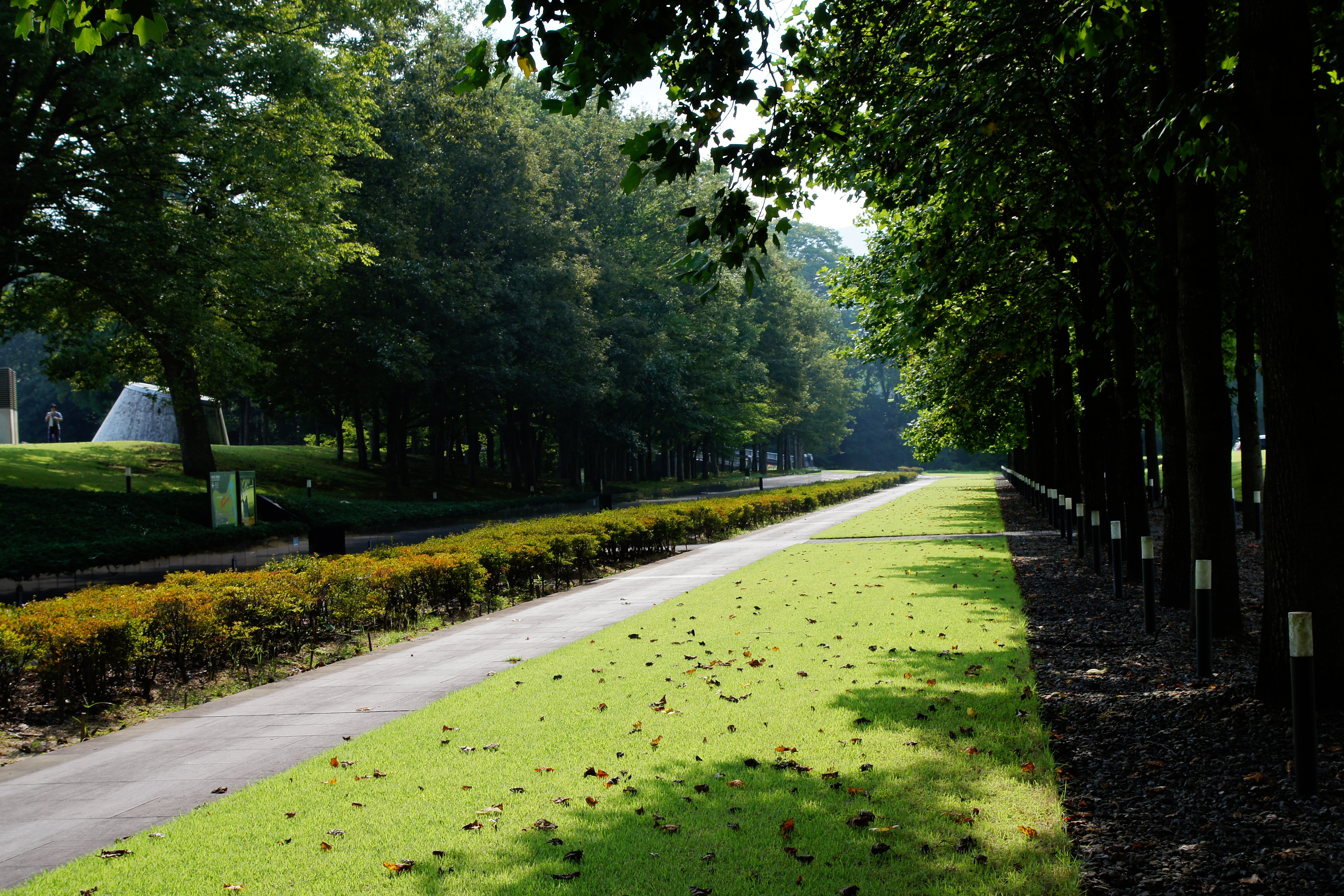
植村直己記念スポーツ公園

- 植村直己記念スポーツ公園（兵庫県豊岡市）- 植村の故郷の地にあり、その一画に植村直己冒険館がある。
- 植村直己冒険館（兵庫県豊岡市）- 植村の故郷の地にある。
- 植村冒険館（東京都板橋区）- 植村が、デナリ（マッキンリー）で消息を絶つまで約15年間住んでいた[注 325]地にある。当地では、妻・公子とも10年弱暮らしていた。
- 植村直己記念館・氷雪の家（北海道帯広市） - おびひろ動物園の園内にあり、犬ぞりや登山道具などが展示されている[502]。